# Тадеуш Маковски
Тадеуш Маковски (пољ. Tadeusz Makowski; Освјенћим, 29. јануар 1882 — Париз, 1. новембар 1932) је пољски сликар.
Студирао је 1902 — 1906. филологију на Јагелонском универзитету, од 1903. до 1908. сликарство. Године 1908. преселио се у Париз где је остао до краја живота.
У Паризу је почео да слика под утицајем фресака, а касније упознаје групу кубиста из Монпарнаса(Montparnasse'), и подлеже њиховом утицају. Честа тема његових слика била су деца у сценама из живота.

## Одабрана дела
- Цвећем окићен прозор, око 1926.
- Дечји Зоо, око 1929.
- Зрак сунца, око 1930.